# Вељки Лом
Вељки Лом (слч. Veľký Lom) насељено је мјесто са административним статусом сеоске општине (слч. obec) у округу Вељки Кртиш, у Банскобистричком крају, Словачка Република.

## Становништво
| Година:    | 1994. | 2004.   | 2014.    | 2024.    |
| ---------- | ----- | ------- | -------- | -------- |
| Број људи: | 232   | 220     | 195      | 132      |
| Разлика:   |       | -5,17 % | -11,36 % | -32,30 % |

| Година:    | 2023. | 2024. |
| ---------- | ----- | ----- |
| Број људи: | 132   | 132   |
| Разлика:   |       | +0 %  |

Према подацима о броју становника из 2011. године насеље је имало 209 становника.